# 平椎龙属
平椎龙（属名：Leurospondylus）是加拿大马蹄峡谷组发现的一属已灭绝蛇颈龙类，其属于哪一科迄今仍有争议但已被提出是种薄板龙科。

## 词源
属名Leurospondylus组合希腊语单词leuros／λευρός（意为“匀称的”、“平坦的”或“平滑的”）及spondylos／σπόνδυλος（意为“椎骨”）。模式种终末平椎龙（L. ultimus）种名取自拉丁语ultimus，意为“最后的”。之所以如此命名，是因为1913年被描述时该属是蛇颈龙类已知最晚的化石记录。

## 描述
终末平椎龙正模标本是具幼年个体。化石包括12节椎骨，但这种动物的椎骨数量被认为是该数字的两倍，估计幼年个体身长2米左右。塞繆爾·保羅·威爾斯指出椎骨短而类似上龙亚目，肩胛骨和乌喙骨则与薄板龙科相像，因此很难确定其属于哪一科。也有观点认为，平椎龙标本要么是某个已知物种的幼年个体，要么属于其自己的某个尚未鉴别的分类群。

## 分布

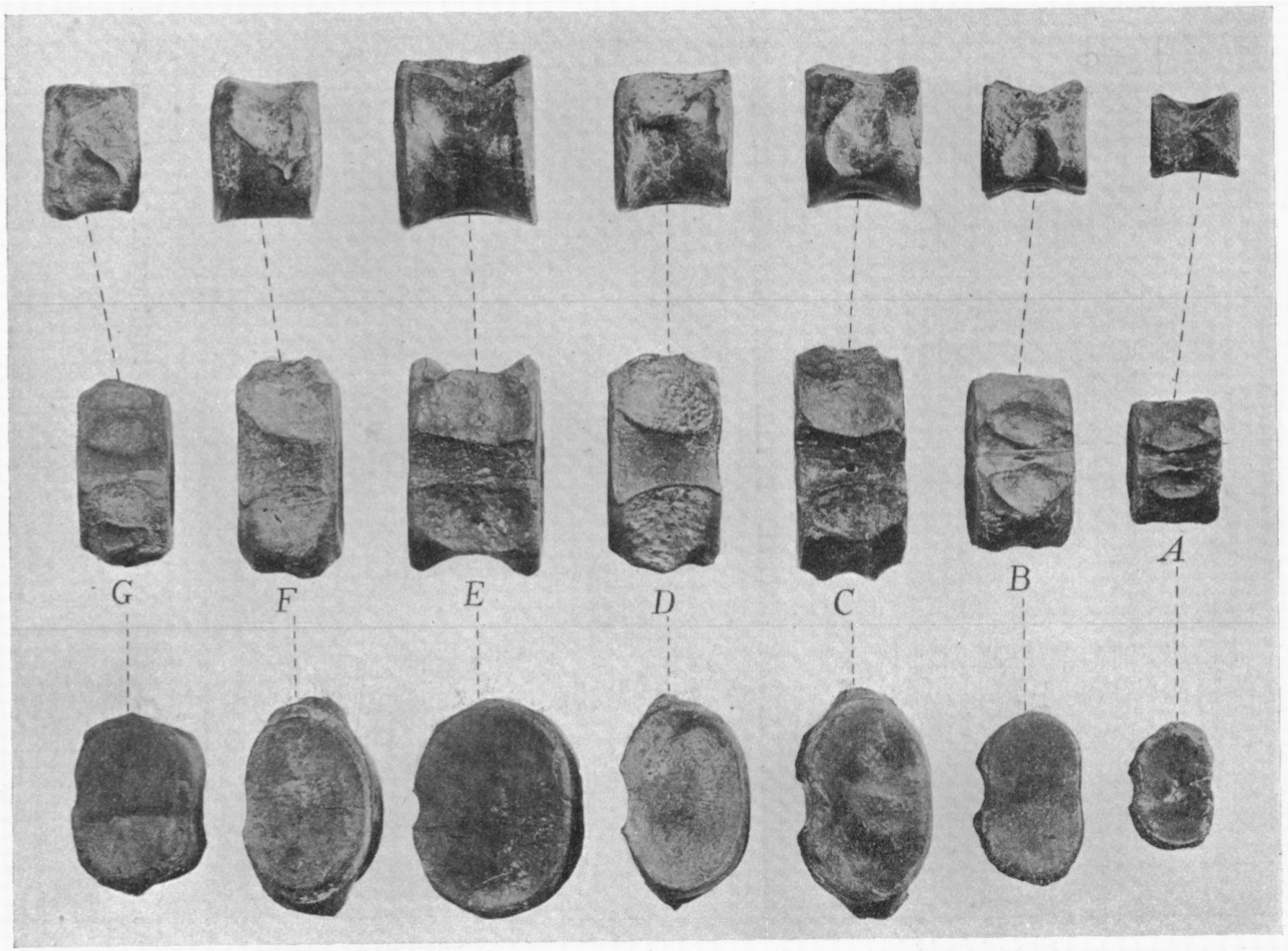
正模标本中的椎骨

正模标本是在以位于今红鹿河的埃德蒙顿岩层（Edmonton beds）为代表的半咸水古环境中发现的。该区域是加拿大阿尔伯塔省马蹄峡谷组的一部分。由该幼年化石出现在可鉴别的半咸水环境中，得出蛇颈龙类早期栖息于河流及河口湾的结论。然而，一些蛇颈龙也在淡水中度过自己的成年生活；平椎龙是在淡水长大后离开，还是长大后继续留在淡水中，目前尚不确定。